# Meister Eder und sein Pumuckl

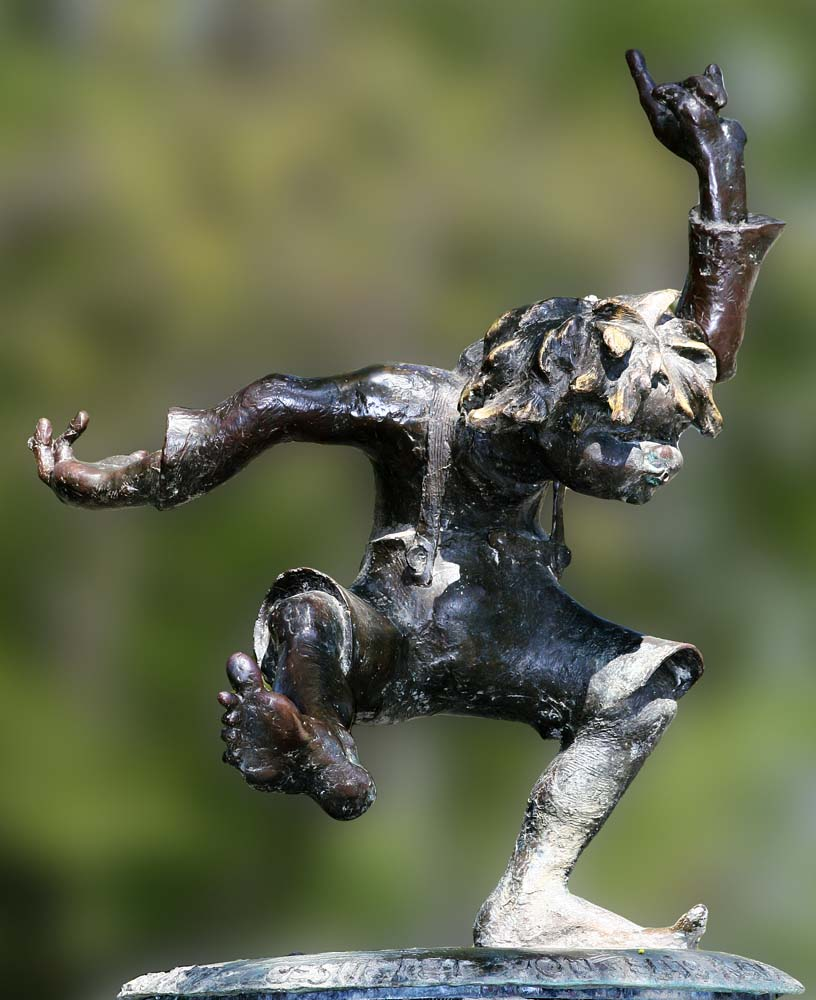
Pumucklfigur am gleichnamigen Brunnen im Luitpoldpark, München

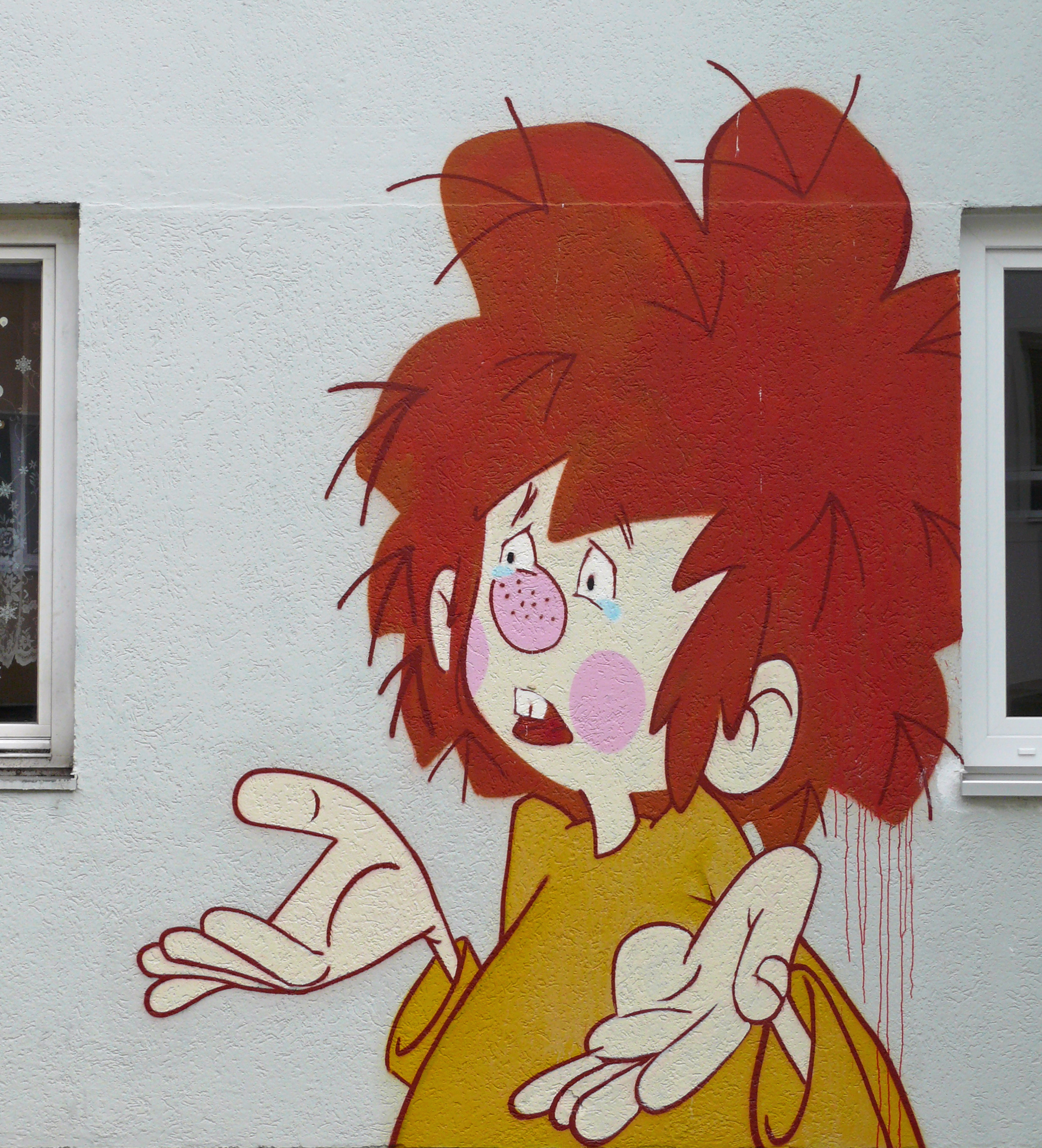
Wandmalerei nach der Fernsehserie von 1982. Münchner Stadtbezirk Schwanthalerhöhe

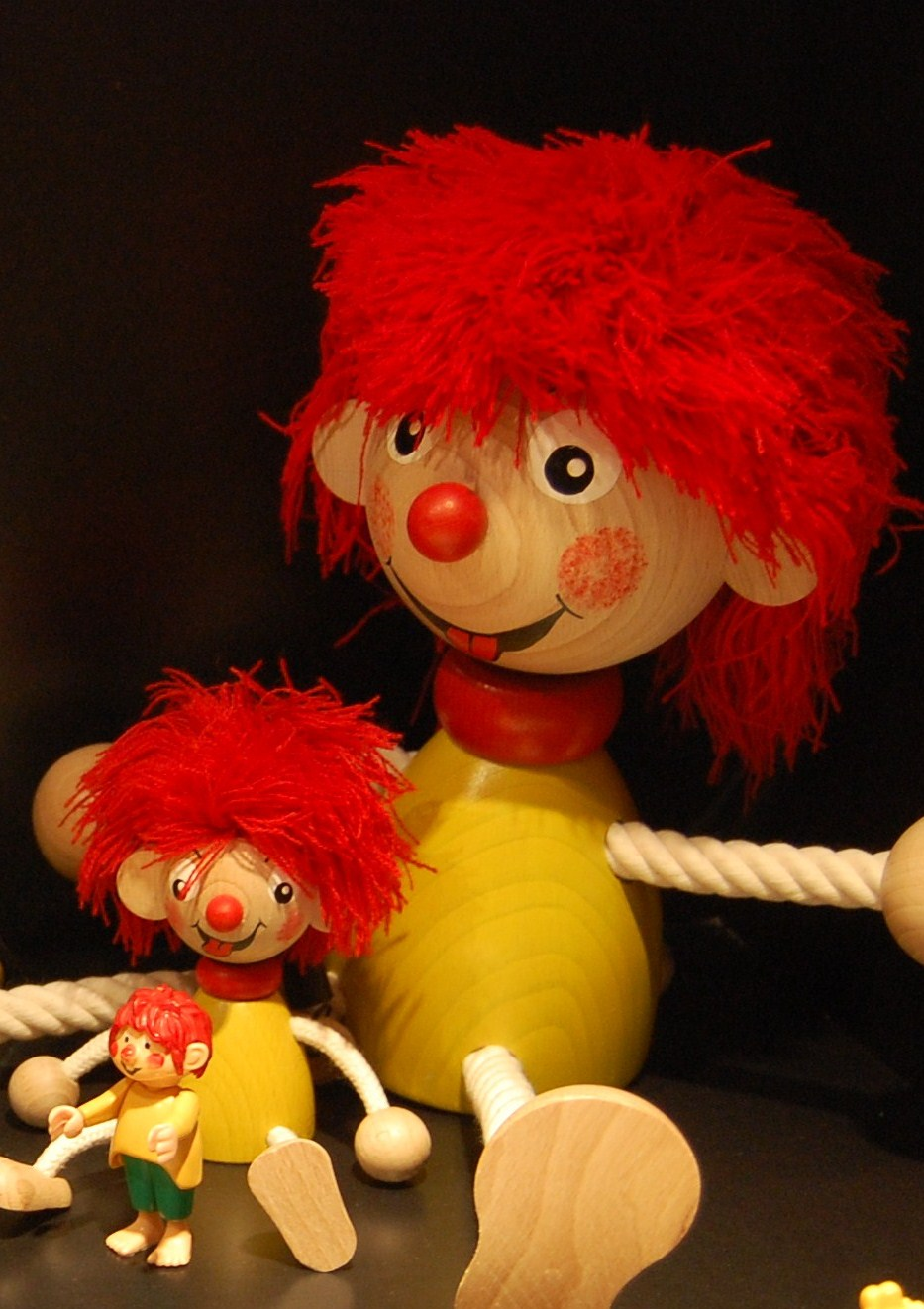
Pumucklpuppen

Meister Eder und sein Pumuckl ist eine ab 1962 erschienene Kinderreihe von Ellis Kaut. Sie handelt von dem kindlichen Kobold Pumuckl, der für den Münchner Schreinermeister Franz Eder sichtbar wurde, weil er an dessen Leimtopf kleben geblieben war. Nach „Koboldsgesetz“ muss Pumuckl nun bei diesem Menschen bleiben.
Die Reihe wurde ab 1962 im Bayerischen Rundfunk als Hörspielserie ausgestrahlt. Ab 1965 erschienen Bücher und ab 1982 die Fernsehserie Meister Eder und sein Pumuckl und ein gleichnamiger Kinofilm. Eine schweizerdeutsche Fassung ist De Meister Eder und sin Pumuckl, eine rheinische Hörspielvariante aus den 1960ern Immer dieser Fizzibitz.

## Zusammenfassung
In der Werkstatt des Schreinermeisters Eder geschehen immer mehr unheimliche Dinge: Werkzeuge verschwinden und Gegenstände fallen herunter. Schließlich meint Meister Eder, es mit einer Maus zu tun zu haben, nach der er im Hörspiel ein Holzscheit wirft (in Ulrich Königs Fernsehserie dagegen ist es ein Holzhammer). Diese vermeintliche Maus entpuppt sich jedoch als zehn Zentimeter großer, rothaariger Kobold namens Pumuckl. Dieser bleibt, als er ausweichen will, an einem Leimtopf kleben und wird so sichtbar, allerdings nur für Meister Eder. Pumuckl erklärt nun, nach „Koboldsgesetz“ bei ihm bleiben zu müssen. Nachdem sich Meister Eder endgültig überzeugt hatte, nicht verrückt zu sein, freut er sich über die Anwesenheit Pumuckls und dieser sagt, dass es ihm hier sehr gefalle. Trotzdem bleibt es für beide schwierig, denn der Schreinermeister sieht ein Geistwesen, an dessen Existenz außer ihm niemand glaubt, und der Kobold ist im sichtbaren Zustand verletzlich und hat Bedürfnisse wie ein Mensch.
Pumuckl macht sich auch als Unsichtbarer deutlich bemerkbar, was zu seltsamen, peinlichen, aber auch unterhaltsamen Szenen führt. Manchmal (wie in der Episode Das verkaufte Bett) wollen Meister Eders Kunden etwas mitnehmen, was Pumuckl gehört; dieser verteidigt sein Eigentum vehement, stiehlt allerdings seinerseits den Leuten Dinge, die ihm gefallen, weshalb ihn Meister Eder in der Folge Der große Krach sogar hinauswirft. Auf seinen Streifzügen gerät Pumuckl immer wieder in Schwierigkeiten, etwa wenn er an etwas hängenbleibt und deshalb sichtbar wird. Obwohl er als kindlicher Kobold hauptsächlich Unfug im Kopf hat, ist er auch zu vernünftigen Dingen fähig, beispielsweise wenn er Meister Eder als Unsichtbarer hilft und ihm dadurch entweder Aufträge verschafft oder eine Revanche ermöglicht (Das neue Badezimmer, Der erste April, Das Segelboot). Bei einer Bergtour sieht er zuerst ein Unwetter vorher (eine Fähigkeit, die er von Klabautern geerbt hat) und bringt Meister Eders unvernünftigen Neffen dazu, noch rechtzeitig umzukehren (Pumuckl und die Bergtour).

## Figuren

### Pumuckl
Der Titelheld „Pumuckl“ ist ein rothaariger Kobold, der beim Schreinermeister Franz Eder lebt, seit er an dessen Leimtopf kleben geblieben ist. Dadurch wurde der kleine Nachfahre der Klabautermänner für den Schreiner sichtbar und ist durch ein Koboldsgesetz verpflichtet, fortan bei ihm zu bleiben. Er ist für jeden Menschen mit Ausnahme von Meister Eder unsichtbar. Für Tiere dagegen ist er sichtbar.
Seine Körpergröße ist in Hörspielen und Verfilmungen unterschiedlich: In den Hörspielen mit Alfred Pongratz und Gustl Bayrhammer als Meister Eder sagt dieser beim ersten Zusammentreffen über ihn: „Zehn Zentimeter groß und hüpfen wie ein Floh!“ In der Fernsehserie von 1982/1988 ist die Figur größer, was auch der späteren Erklärung Ellis Kauts über die Körpergröße von Klabautermännern näherkommt: „Ziemlich genauso groß wie eine stehende Flasche.“
Pumuckl liebt knisterndes Papier, glitzernde Gegenstände, Schokolade, Pudding, Segelboote und Unordnung, hat eine starke Abneigung gegen Katzen, Heinzelmännchen, Gartenzwerge und Käse („faule Milch“), mag dafür aber Kleintiere wie Meerschweinchen und Mäuse recht gern. Seine Leidenschaften sind das Aushecken von Streichen und besonders das Dichten. So lautet einer seiner häufigsten Sprüche: „Oh, das reimt sich ja und was sich reimt, ist gut.“ Er schläft am liebsten in einem Haufen Sägespäne in der Schreinerwerkstatt von Herrn Eder, dieser hat ihm aber sogar ein eigenes Bett getischlert.
Am meisten liebt Pumuckl Holz. Der Grund dafür wird in der Reihe nicht genannt, aber Ellis Kaut schreibt in ihrer Autobiografie: „Warum, das ist eine gruselige Geschichte, die der Pumuckl natürlich nicht kennt … Wenn Kinder vor ihrer Geburt sterben oder getötet werden, bekommen sie ein besonderes Grab. Es wird zu ihren Häuptern ein Baum gepflanzt. Dieser Baum wächst nicht gerade, sondern biegt sich genau so, wie man sie gut zum Schiffsbau verwenden kann. Sie werden dann also abgehackt und in das Schiff eingebaut. Nach Jahren vermodert das Holz, sodass die Kinderseelen entschlüpfen können. So befreit werden sie zu Kobolden.“
Der Einfall zu ihm sei der Autorin nicht plötzlich gekommen, sondern habe sich erst im Laufe der Zeit aus „[…] Gefühltem, Gedachtem, Erlebtem, Ersehntem, Bewusstem und Unbewusstem […]“ heraus entwickelt.

### Meister Eder
Franz Eder ist der Inhaber einer kleinen Schreinerwerkstatt in einem Münchner Hinterhof, über der Werkstatt befindet sich auch seine Wohnung. Er ist Junggeselle, Anfang sechzig, humorvoll und liebenswürdig. Meister Eder muss sich zwar oft mit dem kleinen Kobold herumärgern, ist jedoch alles in allem froh, nicht mehr allein zu sein, und übernimmt gerne die Aufgabe, Pumuckl zu „erziehen“. Seine Stammtischfreunde machen sich häufig wegen seines Kobolds über ihn lustig.
Die Figur geht auf mehrere tatsächliche Personen zurück: auf einen Schreiner namens Adolf Nadler, den die Autorin schon lange kannte und der in einem Münchner Hinterhof über seiner Werkstatt wohnte, auf ihren Vater, den Bankprokuristen Siegfried Kaut, zu dem sie ein ausnehmend gutes Verhältnis hatte und der 1944 mit dreiundsechzig Jahren an einer Lungenkrankheit starb, und schließlich auf den Volksschauspieler Franz Fröhlich, den ersten Sprecher der Rolle des Meister Eder und Kauts Wunschbesetzung, der auch nach seinem Tod 1964 eines der Vorbilder für Eder blieb.

### Frau Rettinger (Eichinger)
Frau Rettinger, in Ulrich Königs Fernsehserie Frau Eichinger, ist die Putzfrau von Herrn Eder. Ihr Aberglaube aus der Hörspielepisode Die abergläubische Putzfrau wird in Königs Serie zu einem Running Gag ausgebaut, in dem sie Erlebnisse und Missgeschicke mit abergläubischen Sprüchen oder astrologischen Erklärungen kommentiert. Die Existenz von Kobolden (und somit von Pumuckl) bestreitet sie jedoch. Meister Eder bezeichnet sie oft als Zugehfrau.

### Bernbacher
Bernbacher ist Schlossermeister und einer von Eders Stammtischbrüdern. In Ulrich Königs Fernsehserie trägt er den Vornamen Schorsch (bairisch für Georg). Er redet oft spöttisch über Eders Spinnerei vom Pumuckl (dessen Namen er sich jedoch oft nicht merken kann und ihn stattdessen Schmutzbuckl, Brumbuckl, Pudackl etc. nennt), glaubt aber hin und wieder an dessen Existenz. In der TV-Folge Der große Krach flüchtet Pumuckl zu ihm, im Hörspiel allerdings zu Herrn Schmitt.

### Frau Bernbacher
Bernbachers Frau, die sich häufig mit ihrem Mann streitet und eine Perücke trägt. Anders als Herr Bernbacher bestreitet sie die Existenz von Pumuckl vehement.

### Herr Schmitt
Toni Schmitt ist ebenfalls ein Stammtischbruder Eders, der eine kleine Autowerkstatt betreibt.

### Herr Wimmer
Der „alte Herr Wimmer“ ist eine Person, die nie in Erscheinung tritt, von welcher jedoch immer wieder am Telefon oder in Gesprächen zu hören ist. Wimmer betreibt ein Antiquitätengeschäft, für welches er Ware vom Meister Eder reparieren und restaurieren lässt, was der Schreiner meist wenig begeistert erledigt, vgl. „Scho wieder des Glump vom oiden Wimmer!“. Die Figur kommt in der Fernsehserie von Ulrich König vor, aber nicht in den Hörspielen und Büchern.

### Herr Schwertfeger
Herr Schwertfeger kommt in der Verfilmung und in einigen Folgen vor. Er ist ein älterer Bekannter von Eder, der stets eine Brille auf der Stirn und eine zweite auf der Nase trägt. Er geht öfter mit seinem Hund spazieren und besitzt mit seiner Frau, genannt „Schnucki“, einen Schrebergarten. Sein Lieblingsspruch ist „I såg nix, denn wenn i wås såg, dann sågt’s ihr glei wieda: ‚Såg liaba nix‘, åiso såg i glei liaba nix.“

### Herr und Frau Stürtzlinger
Sie sind das Hausmeisterehepaar des Hauses, in dem Herr Eder wohnt und arbeitet. Sie wohnen wie die meisten anderen Mieter im Vorderhaus; dieser Sachverhalt (beziehungsweise derjenige, dass Eder im Hinterhaus wohnt) ist eine Referenz an eine alte Münchner Weltanschauung, dass nämlich die „Hinterhäusler“ ein wenig verrückt sind. Herr Stürtzlinger singt meistens, wenn er arbeitet, vorzugsweise eine abgewandelte Form des König-Ludwig-Liedes („Auf den Bergen wohnt die Freiheit …“).
Obwohl die meisten Quellen im Internet die Schreibweise „Stürzlinger“ verwenden, sieht man in der Serie auf dem Türschild des Ehepaars die Schreibweise „Stürtzlinger“.

### Frau Hartl
Sie ist die launische und neugierige Nachbarin Eders, stets zur Stelle, wenn es in der Nachbarschaft Neuigkeiten gibt, aber auch stets genervt von der leisesten Musik. Ihre Aufgebrachtheit drückt sie aus, indem sie aus dem Fenster „I ziag aus aus dem Haus!“ ruft. Mit Frau Eichinger steht sie auf Kriegsfuß.

### Der alte Mann in der Wirtschaft
Ein Running Gag ist ein alter Mann in der Wirtschaft, der stets eingeschlafen ist und von der Bedienung immer wieder mit den Worten „Opa, aufwachen, dei Suppn werd koid“ geweckt wird, woraufhin dieser seinen Nachbarn anstößt und ihn mit den Worten „Des is mei Platz hia“ zur Seite rutschen lässt. Diesen Monolog hält er sogar in der Folge Der silberne Kegel, in der die Wirtschaft fast leer ist und niemand neben ihm sitzt.

## Geschichte
Ursprünglich als reine Hörspielserie konzipiert, erschienen ab 1965 auch Bücher und ab 1973 Fernsehbearbeitungen, von denen die bekannteste Ulrich Königs 52-teilige, ab 1982 erschienene Realfilm-Serie mit Gustl Bayrhammer ist. Bayrhammer agiert hier mit einer einkopierten Zeichentrickfigur. Von König stammt auch der erste Kinofilm, der parallel mit den ersten Episoden seiner Serie entstand. Es gibt Bearbeitungen für Sprechtheater und Musical. Hier wird Pumuckl entweder von einem Schauspieler oder einer Puppe dargestellt.
Die ersten Zeichnungen der Pumucklfigur stammen von Barbara von Johnson, darauf bauen die Zeichnungen aus Königs Fernsehserie auf. Danach zeichnete Brian Bagnall, nicht nur für Buch- und Schallplattencover, sondern auch für Lizenzprodukte. Seit den 1990er-Jahren erschienen eine neue Fernsehserie und verschiedene Kinofilme. Hier variiert Pumuckls Erscheinungsbild je nach ausführendem Studio. Neuere Illustrationen für Buchausgaben und Hörbücher stammen wieder von Barbara von Johnson.

### 1962: Hörspiele im Radio
Nach dem Ende von Ellis Kauts Geschichten vom Kater Musch, einer sieben Jahre laufenden Reihe für den Bayerischen Rundfunk, wollte sie eine geplante Nachfolgeserie einem Autorenteam überlassen. Erst als dieses Projekt versandete, schlug sie im Sommer 1961 eine Reihe über einen Kobold vor. Der Anstoß dazu kam, wie Ulrich König 2017 in einem Interview sagte, vom Schauspieler und Hörspielregisseur Alexander Malachovsky und der damaligen Chefin des Familienprogramms „Hörspiel“. Beide hätten bei einem Spaziergang an der Isar das Hinterhaus von Widenmayerstraße 2 gesehen und meinten, dass hier ein passender Schauplatz für eine ungewöhnliche Handlung sei, etwa mit einem Außerirdischen. Dieses Haus war dann später auch der Hauptdrehort für Königs Fernsehserie.
Der Name Pumuckl fiel laut Aussage der Autorin erstmals bei einem Skiausflug in der Schweiz. Bei einem Spaziergang durch die Winterlandschaft habe sie ihrem Ehemann den Schnee von den Ästen in seinen Nacken geschüttelt. Er habe daraufhin gesagt: „Du bist ja ein rechter Pumuckl!“ und auf Nachfrage, was denn ein Pumuckl sei: „In erster Linie ist er frech“. Das war alles und ihr Mann nannte sie auch nie mehr so. „Aber der Name war doch zu schön, um ihn einfach zu vergessen“, wie Kaut in ihrer Autobiografie schreibt. Die einzige Bedingung des Kinderfunks war, dass dieser Kobold deutlich anderes sprechen müsse, als sein Vorgänger, der Kater Musch. Bereits die ersten beiden Manuskripte wurden angenommen und die Reihe vorerst auf ein Jahr, mit einer halbstündigen Sendung monatlich, angesetzt.
Die erste Folge Spuk in der Werkstatt wurde am 21. Februar 1962, die letzte Folge Pumuckl geht aufs Meer zurück am 30. Dezember 1973 ausgestrahlt. Die Radiohörspiele enden damit, dass Pumuckl einen anderen Klabauter kennenlernt und mit ihm glücklich in das Reich der Klabauter zurückkehrt und Meister Eder die Erkenntnis bleibt, dass Kobolde wie Kinder sind, die irgendwann erwachsen werden und ihren eigenen Weg gehen. Dieses Ende führte zu massiven Beschwerden von Kindern und Eltern, die der Meinung waren, dass es nicht sein dürfe, dass Pumuckl und Meister Eder getrennt werden. Die Folge wurde daraufhin nicht noch einmal gesendet.
Die typische Pumuckl-Stimme stammte schon damals von Hans Clarin, also noch vor Buch-, Film- und Fernsehfassungen. Kaut hatte Clarin ausgewählt, nachdem sie dessen Stimme in einer Aufnahme von Otfried Preußlers Die kleine Hexe gehört hatte. Meister Eder wurde anfangs von Franz Fröhlich gesprochen, der die Wunschbesetzung der Autorin war und dem sie die Rolle, „auf den Bauch“ geschrieben habe. Nach dem Tod Fröhlichs 1964 übernahm Alfred Pongratz die Rolle. Insgesamt entstanden 90 Folgen: 31 Folgen zwischen 1962 und 1964 mit Franz Fröhlich als Meister Eder und 59 weitere von 1965 bis 1973 mit Alfred Pongratz. Außerdem wurden 15 Geschichten, die es bereits mit Franz Fröhlich als Meister Eder gab, zwischen 1969 und 1973 noch einmal mit Alfred Pongratz neu aufgenommen. Die Regie der Radiohörspiele lag bis 1971 bei Jan Alverdes und wurde nach dessen Tod für die letzten 9 Folgen von Willy Purucker übernommen. Während im Schallarchiv des Bayerischen Rundfunks noch alle Hörspiele mit Alfred Pongratz als Meister Eder vorhanden sind, existieren von den Folgen mit Franz Fröhlich nur noch Pumuckl und der Schmutz und Pumuckl und die Gummiente sowie ein Hörermitschnitt von Spuk in der Werkstatt. Als Nebendarsteller waren u. a. Marianne Brandt, Karl Obermayr, Ludwig Wühr, Franz Loskarn, Luise Deschauer, Inge Schulz, Franziska Stömmer, Ado Riegler und Alois Maria Giani zu hören.
Folgen der Radioreihe des Bayerischen Rundfunks
| Nr. | Titel                                        | Erst- sendung |
| --- | -------------------------------------------- | ------------- |
| 1   | Spuk in der Werkstatt                        | 1962-02-21    |
| 2   | Das geschnitzte Bett                         | 1962-03-21    |
| 3   | Pumuckl ärgert den sangesfreudigen Schlosser | 1962-05-16    |
| 4   | Das neue Badezimmer                          | 1962-06-13    |
| 5   | Das Schiff in der Badewanne                  | 1962-07-11    |
| 6   | Der Wellensittich                            | 1962-08-08    |
| 7   | Die geheimnisvolle Schaukel                  | 1962-09-05    |
| 8   | Pumuckl und das Geld                         | 1962-10-03    |
| 8a  | Pumuckl und das Geld                         | 1971-02-28    |
| 9   | Pumuckl und die Schule                       | 1962-10-31    |
| 9a  | Pumuckl in der Schule                        | 1972-03-19    |
| 10  | Pumuckl und die Erkältung                    | 1962-11-28    |
| 10a | Pumuckl und die Erkältung                    | 1973-10-21    |
| 11  | Der Kater                                    | 1963-01-02    |
| 11a | Pumuckl und der Kater                        | 1972-11-12    |
| 12  | Der Wollpullover                             | 1963-01-30    |
| 12a | Pumuckl und der Wollpullover                 | 1969-12-07    |
| 13  | Das Spielzeugauto                            | 1963-02-27    |
| 13a | Pumuckl und das Spielzeugauto                | 1972-09-24    |
| 14  | Die abgerissenen Tulpen                      | 1963-03-27    |
| 14a | Die abgerissenen Tulpen                      | 1971-05-09    |
| 15  | Pumuckl soll Ordnung lernen                  | 1963-04-24    |
| 16  | Die Gartenzwerge                             | 1963-05-19    |
| 16a | Die Gartenzwerge                             | 1970-05-10    |
| 17  | Pumuckl will eine Uhr haben                  | 1963-06-16    |
| 17a | Pumuckl will eine Uhr haben                  | 1970-02-01    |
| 18  | Pumuckl und die Schatzsucher                 | 1963-07-14    |
| 19  | Pumuckl auf dem Land                         | 1963-08-11    |
| 19a | Pumuckl auf dem Lande                        | 1970-06-07    |
| 20  | Immer noch im Urlaub                         | 1963-09-15    |
| 20a | Immer noch im Urlaub                         | 1970-07-05    |
| 21  | Pumuckl und die Obstbäume                    | 1963-10-13    |
| 22  | Eder bekommt Besuch                          | 1963-11-10    |
| 22a | Meister Eder bekommt Besuch                  | 1971-03-28    |
| 23  | Das Weihnachtsgeschenk                       | 1963-12-15    |
| 24  | Pumuckl und der Schnee                       | 1964-01-05    |
| 25  | Pumuckl und der Schmutz                      | 1964-02-16    |
| 25a | Pumuckl und der Schmutz                      | 1972-04-16    |
| 26  | Pumuckl wird reich                           | 1964-03-29    |
| 27  | Pumuckl und der verhängnisvolle Schlagrahm   | 1964-05-24    |
| 27a | Der verhängnisvolle Schlagrahm               | 1971-11-21    |
| 28  | Die Gummiente                                | 1964-07-12    |
| 28a | Die Gummiente                                | 1971-06-06    |
| 29  | Die Bergtour                                 | 1964-09-06    |
| 30  | Pumuckl und die Knackfrösche                 | 1964-10-04    |
| 31  | Pumuckl und die Ostereier                    | 1965-04-18    |
| 32  | Pumuckl spielt mit dem Feuer                 | 1965-10-03    |
| 33  | Die abergläubische Putzfrau                  | 1965-11-07    |
| 34  | Pumuckl und der Nikolaus                     | 1965-12-05    |
| 35  | Der verstauchte Daumen                       | 1966-01-02    |
| 36  | Pumuckl will sich bemerkbar machen           | 1966-02-06    |
| 37  | Pumuckl und die Briefmarken                  | 1966-03-20    |
| 38  | Pumuckl und der 1. April                     | 1966-04-03    |
| 39  | Pumuckl und das Schlossgespenst              | 1966-05-01    |
| 40  | Pumuckl und das Segelboot                    | 1966-05-30    |
| 41  | Pumuckl und der Kirschlikör                  | 1966-06-26    |
| 42  | Pumuckl hütet Fische                         | 1966-07-24    |
| 43  | Das Gespenst im Gartenhäuschen               | 1966-10-02    |
| 44  | Pumuckl und das goldene Herz                 | 1966-10-30    |
| 45  | Pumuckl und die Weihnachtsüberraschung       | 1966-12-04    |
| 46  | Pumuckl ist an gar nichts schuld             | 1967-01-08    |
| 47  | Das Spanferkelessen                          | 1967-02-05    |
| 48  | Pumuckl und der Pudding                      | 1967-03-05    |
| 49  | Die Kopfwehtabletten                         | 1967-04-02    |
| 50  | Pumuckl und die Katze                        | 1967-05-07    |
| 51  | Pumuckl und die Musik                        | 1967-06-25    |
| 52  | Pumuckl und die Bosheit                      | 1967-10-15    |
| 53  | Pumuckl und das Märchen                      | 1967-11-12    |
| 54  | Pumuckl und die Christbaumkugeln             | 1967-12-10    |
| 55  | Pumuckl wartet auf die Bescherung            | 1967-12-24    |
| 56  | Pumuckl und die grüne Putzfrau               | 1968-01-21    |
| 57  | Pumuckl und der Lehrling                     | 1968-02-18    |
| 58  | Pumuckl setzt sich nicht durch               | 1968-03-17    |
| 59  | Das Ostergeschenk                            | 1968-04-14    |
| 60  | Der Waldspaziergang                          | 1968-05-12    |
| 61  | Die Bank vor der Werkstatt                   | 1968-06-02    |
| 62  | Pumuckl und die Silberblumen                 | 1968-10-13    |
| 63  | Pumuckl und die Angst                        | 1968-11-10    |
| 64  | Der silberne Kegel                           | 1968-12-08    |
| 65  | Das Parfümflascherl                          | 1968-12-26    |
| 66  | Pumuckl geht ans Telefon                     | 1969-01-12    |
| 67  | Pumuckl und der Grantler                     | 1969-03-09    |
| 68  | Pumuckl und die Maus                         | 1969-04-07    |
| 69  | Hilfe – eine Aushilfe!                       | 1969-05-04    |
| 70  | Pumuckl will Schreiner werden                | 1969-09-07    |
| 71  | Pumuckl im Zoo                               | 1969-10-05    |
| 72  | Pumuckl will Geburtstag haben                | 1970-01-04    |
| 73  | Pumuckl will lesen lernen                    | 1970-03-08    |
| 74  | Pumuckl und die Tauben                       | 1970-04-05    |
| 75  | Pumuckl und Puwackl                          | 1970-10-11    |
| 76  | Der große Krach                              | 1970-11-08    |
| 77  | Der große Krach und seine Folgen             | 1970-12-13    |
| 78  | Pumuckl und das Schmuckkästchen              | 1970-12-24    |
| 79  | Pumuckl und der Finderlohn                   | 1971-01-31    |
| 80  | Der Föhn                                     | 1971-07-04    |
| 81  | Pumuckl und die Kartenspieler                | 1971-10-10    |
| 82  | Pumuckl und der falsche Gasmann              | 1972-01-09    |
| 83  | Pumuckl und die Blechbüchsen                 | 1972-02-20    |
| 84  | Pumuckl will in die Zeitung kommen           | 1972-05-28    |
| 85  | Pumuckl und der Fleck im Stuhl               | 1972-07-02    |
| 86  | Der verdrehte Tag – Pumeister und Edermuckl  | 1972-12-25    |
| 87  | Das eigene Zimmer                            | 1973-02-04    |
| 88  | Pumuckl passt auf                            | 1973-03-11    |
| 89  | Die erwachsene Bärbel                        | 1973-12-02    |
| 90  | Pumuckl geht aufs Meer zurück                | 1973-12-30    |

Die rheinische Hörspielvariante Immer dieser Fizzibitz wurde in 37 Folgen von 1963 bis 1966 vom WDR produziert. Karl Raaf war Sprecher des Meister Eder, und Hans Georg Gregor der des Fizzibitz. Anlass der Umbenennung war, dass der Name Pumuckl an Pomocken erinnerte, einem Schimpfwort für Ostflüchtlinge. Kaut schlug den unverfänglichen Namen Fizzibitz vor, der auch gleich akzeptiert wurde. Die Autorin übersetzte den bayerischen Text für den WDR ins Schriftdeutsche, der dann die Weiterübersetzung ins Kölnische übernahm. Auch diese Version hatte einige bekannte deutsche Schauspieler als Sprecher wie Marius Müller-Westernhagen, Hildegard Krekel, Josef Meinertzhagen, Fritz Leo Liertz, Frank Barufski und Edgar Hoppe.
Auch in der Schweiz existieren Hörspiele, hier als De Meister Eder und sin Pumuckl. Darin lieh Jörg Schneider seine Stimme dem Pumuckl und Meister Eder wurde von Paul Bühlmann gesprochen. In diesen Hörspielen sprechen alle Schweizerdeutsch, im Gegensatz zum Original sprechen auch der Erzähler und der Kobold im Dialekt.

### 1965: Bücher
Zwischen 1965 und 1978 erschienen zunächst zehn Bände mit 60 Geschichten im Stuttgarter Herold-Verlag. Für diese Bücher schuf Barbara von Johnson die Illustrationen und damit das Aussehen von Pumuckl. Diese Vergabe geht auf einen von Ellis Kaut angeregten Wettbewerb in der Abschlussklasse der Akademie für das graphische Gewerbe zurück. 1991 folgte ein elfter Band mit sechs weiteren Geschichten. Seit der Fernsehserie von Anfang der 1980er Jahre wurde Pumuckl von Ellis Kauts Schwiegersohn Brian Bagnall gezeichnet. Wie in der Serie trägt der Kobold ein gelbes Oberhemd und eine grüne Hose. Dies war der Wunsch des Produzenten Manfred Korytowski, der als Kind mit seiner jüdischen Familie vor den Nationalsozialisten nach Brasilien geflohen war. Grün und Gelb sind die brasilianischen Nationalfarben.
Aus dem Jahr 2015 stammt eine Neuauflage des ersten Pumucklbuches mit Bildern von Jan Saße. Diese modernisierte Figur war allerdings kein Erfolg.
Seit 2017 erscheinen im Kosmos-Verlag Vorlesebücher, die außer den alten Geschichten auch neue im Stile Ellis Kauts enthalten. Autorin dieser neuen Geschichten ist Ulrike (Uli) Leistenschneider.

### 1969: Hörspiele auf Schallplatte (und MC)
Parallel zur Radiohörspielreihe wurden von 1969 bis 1978 insgesamt 78 Geschichten erneut zur Veröffentlichung auf Tonträger aufgenommen, die ersten 18 wiederum unter der Regie von Jan Alverdes, ab Folge 19 mit Alexander Malachovsky als Regisseur. Bis zu seinem Tod 1977 sprach Alfred Pongratz auch hier den Meister Eder in 66 Folgen. Danach folgte für die restlichen zwölf Gustl Bayrhammer.
Auf Basis der Radiohörspiele entstanden ab 1969 zunächst 33 Schallplatten mit je zwei Folgen. Der Pumuckl wird hier ebenfalls von Hans Clarin gesprochen, Meister Eder von Alfred Pongratz, und August Riehl fungiert wieder als Erzähler. Im Unterschied zu den Radiohörspielen wird hier jedoch mehr hochdeutsch gesprochen, damit die Hörspiele im gesamten deutschsprachigen Raum verständlich waren. Auch gibt es Abweichungen im Detail und bei den Sprechern der Nebenrollen; ferner fehlen in jeder Folge Begrüßung und Verabschiedung durch den Erzähler, wie sie bei den Radiohörspielen üblich waren. Wie in der Rundfunkversion spielten prominente bayerische Volksschauspieler wie Erni Singerl, Karl Obermayr, Karl Tischlinger, Katharina de Bruyn und Alexander Malachovsky häufig in Gastrollen mit.
Erst mit den Langspielplatten kamen auch die Neuaufnahmen fürs Radio von den Geschichten aus der Fröhlich-Ära. So erschien Pumuckl und der Schmutz bereits 1969 als Schallplatte, jedoch erst 1972 als neue Radio-Version.
Nach dem Tod von Alfred Pongratz wurden noch sechs weitere Langspielplatten mit je zwei Folgen produziert, in denen Gustl Bayrhammer, der in den früheren Episoden schon als Stammtischfreund gesprochen hatte, den Meister Eder spricht. Aus unbekannten Gründen wurde August Riehl als Erzähler in diesen zwölf Folgen durch Harald Leipnitz abgelöst.
Weil zwei kurze Geschichten aus der Anfangszeit der Radiohörspiele zu einer Folge zusammengefasst wurden, sind es in Wirklichkeit sogar 79 von 90 Pumuckl-Geschichten, die auf insgesamt 39 Tonträgern veröffentlicht wurden.

### 1973: Episoden in „Plumpaquatsch“
1973 wurden die Geschichten im Rahmen der NDR/ARD-Serie Plumpaquatsch erstmals für das Fernsehen aufbereitet. Es sind einfache Legetrick-Animationen mit einem schwarz gekleideten Pumuckl.

### 1981: Pumuckl-Kurzspots
Ab 1979 wurden für die Bayerische Rundfunkwerbung einminütige Pumuckl-Spots produziert (erstmals gesendet 1981). Diese Kurzfilme begannen als Vortest für die Serienproduktion und wurden, da sie erfolgreich waren, bis 1982 weiter produziert. Sie sind, ebenso wie der Spielfilm und die Serienepisoden, eine Kombination aus Realfilm und Zeichentrick. Weitere geplante Kurzfilme wurden nicht mehr umgesetzt, da die Kinderfigur nicht mehr im Umfeld von allgemeiner Fernsehwerbung verwendet werden sollte.

### 1982: Spielfilm „Meister Eder und sein Pumuckl“
Von 1978 bis 1981 (Kinostart 1982) entstand unter dem Titel Meister Eder und sein Pumuckl der erste Pumuckl-Kinofilm. Gustl Bayrhammer, der seit 1977 Meister Eder in den Hörspielen sprach, übernahm diese Rolle auch für die Verfilmungen. Pumuckl ist, wie auch in allen danach entstandenen Filmen und Serien, als Zeichentrickfigur zu sehen, die in eine reale Umgebung einkopiert ist. Diese Trickteile entstanden bei der Pannonia-Film in Budapest unter der Leitung von Béla Ternovszky.
Der Film ist im Wesentlichen ein Zusammenschnitt von vier Episoden der parallel produzierten Fernsehserie: „Spuk in der Werkstatt“, „Das verkaufte Bett“, „Das Schlossgespenst“ und „Das Spanferkelessen“, wobei sich die Folgen von den Serienepisoden leicht unterscheiden: Teilweise ist die Musik etwas anders (auffällig besonders in der Folge „Das Schlossgespenst“), zudem wurden einzelne Szenen herausgeschnitten (das fällt besonders im Film beim Spanferkelessen auf). Allerdings wurden etliche Szenen doppelt (mit anderen Darstellern in Nebenrollen) aufgenommen. Die Animation des Pumuckl unterscheidet sich in einigen Fällen, wie beispielsweise, als er erklärt, bei dem bleiben zu müssen, der ihn einmal gesehen hat.

### 1982: Fernsehserie „Meister Eder und sein Pumuckl“

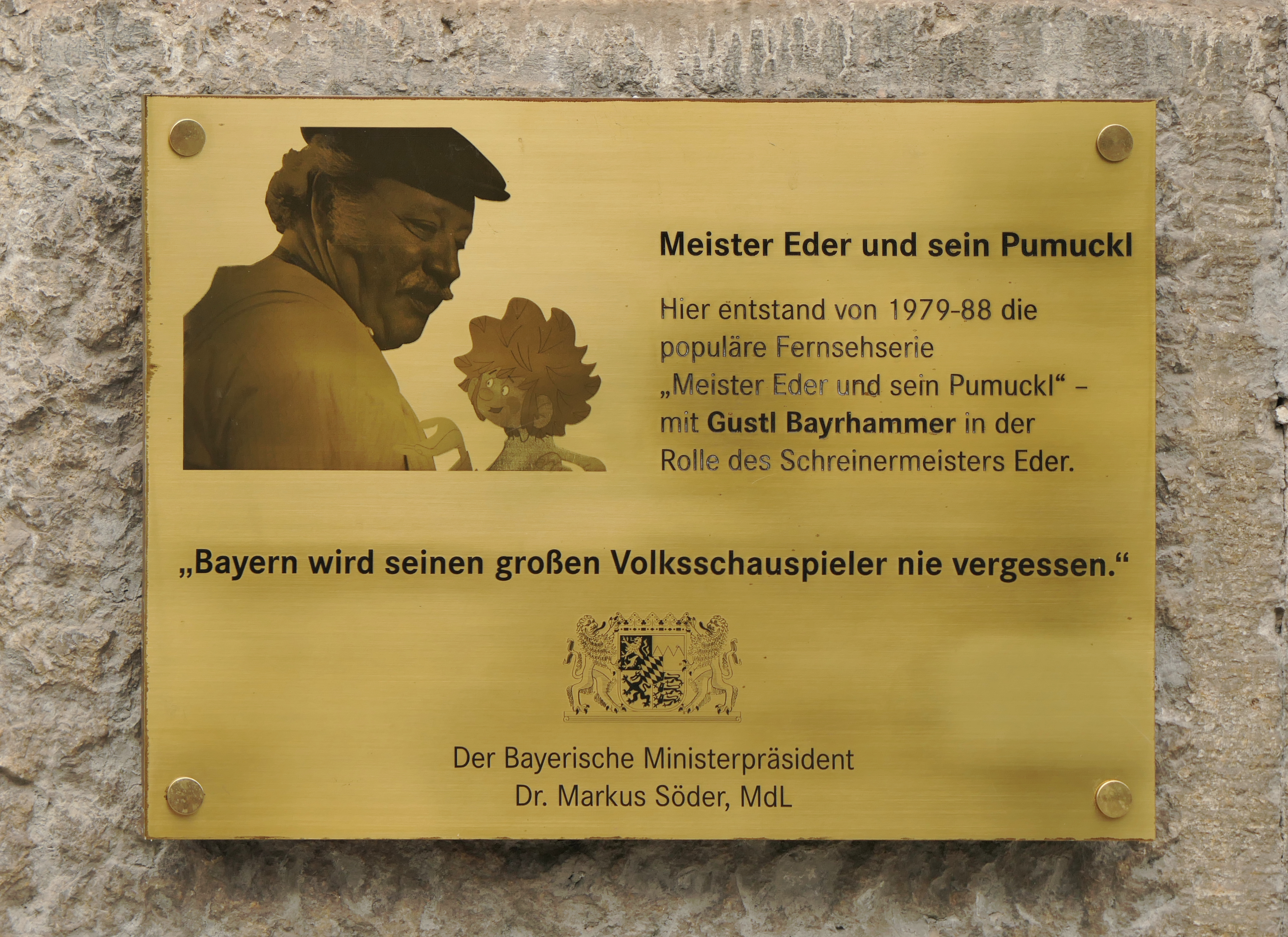
Gedenktafel an Widenmayerstraße 2

Von 1978 bis 1988 entstand die Serie Meister Eder und sein Pumuckl mit Gustl Bayrhammer als Meister Eder; Hans Clarin lieh dem Kobold Pumuckl seine Stimme. Die Serie besteht aus 52 Folgen in zwei Staffeln, die 1982 und 1988 erstausgestrahlt wurden. Regie führte Ulrich König. Die Animationen entstanden, wie beim Spielfilm, in den Pannonia-Filmstudios in Budapest unter der Leitung von Béla Ternovszky.

### 1982: Neue Hörspielreihe auf MC und CD
Nach dem Erfolg des Kinofilms und der ersten TV-Staffel begann ab 1982 eine komplette Neuauflage der Hörspielkassetten (später auch als CDs). Hier wurden überwiegend die Dialoge aus der Schallplatten-Reihe übernommen, jedoch einige Sprecher ausgetauscht.
Die früheren Passagen von Alfred Pongratz wurden nun noch einmal neu mit Gustl Bayrhammer eingesprochen, während die letzten Folgen der alten Reihe, in denen Bayrhammer den Meister Eder und Leipnitz den Erzähler gesprochen hatte, wieder mit Riehl als Erzähler eingesprochen wurden. Auf diese Weise waren nun in sämtlichen Folgen Gustl Bayrhammer als Meister Eder und August Riehl als Erzähler zu hören.
Wie Hans Clarin sagte, mussten außerdem einige der Aufnahmen „in Windeseile“ neu gemacht werden, weil Bayrhammer dort in Nebenrollen, etwa als Gast oder Kunde, zu hören gewesen war. Beispielsweise hatte Bayrhammer in den Folgen mit Pongratz bereits den Schlosser Schmitt gesprochen; in den neuen Folgen wurde der Schmitt in den Folgen, in denen Bayrhammer ihn gesprochen hatte, von Fritz Straßner gesprochen, welcher aus unbekannten Gründen ebenfalls mehrere Dialoge Karl Tischlingers übernahm.
Eine weitere neue Sprecherin war Ilse Neubauer als Frau Eichinger, die in der ersten Staffel der Fernsehsendung die Hausmeisterin gespielt hatte. Die Rolle der Frau Eichinger wurde allerdings hauptsächlich von Erni Singerl gesprochen (wie auch deren Aushilfe Frau Singermeier, die Bäuerin und noch einige mehr).
Nicht ausgetauscht wurden dagegen die Dialoge der Kinder wie Florian Halm und Julia Fischer, die zum Zeitpunkt der neuen Reihe bereits erwachsen war (dafür allerdings die Rolle der 16-jährigen Bärbel in der Folge Alte Liebe und Alleskleber, welche bei den alten Schallplatten-Hörspielen nicht existiert hatte, übernahm), ebenso wenig die Passagen von Lina Carstens als Frau Altenwenger in Der erste Schnee sowie von Karl-Maria Schleys als Dr. Schredlbach in Der Schnupfen, welche bereits 1978 bzw. 1980 verstorben waren.
Abweichend vom Radiohörspiel geht Pumuckl nicht aufs Meer zurück, sondern bleibt in der nun Pumuckl und der blaue Klabauter benannten Folge am Ende doch beim Meister Eder.
Im Vergleich zu den Veröffentlichungen ab 1969 erschienen in dieser zweiten Version neun Geschichten mehr, insgesamt 88 Geschichten auf 43 Tonträgern. Lediglich die beiden Folgen "Pumuckl und die Weihnachtsüberraschung" und "Das Ostergeschenk" sind nicht als Tonträger, sondern nur als Radiohörspiel erschienen.

### 1994: Spielfilm „Pumuckl und der blaue Klabauter“
1993 verstarb Eder-Darsteller Gustl Bayrhammer. Zuvor hatte er noch ein letztes Mal diese Rolle für den 1994 erschienenen Film „Pumuckl und der blaue Klabauter“ gespielt, in dem Eder nur kurz auftrat. Aufgrund seines Todes vor der Fertigstellung des Films musste Bayrhammer nachträglich von Wolf Euba (welcher bereits in den Radiohörspielen den Psychiater Dr. Kammerer in Pumuckl und das eigene Zimmer vertont hatte) synchronisiert werden, da die Tonqualität zu schlecht war. In dem Film wirkten außerdem Heinz Eckner, Towje Kleiner und Wolfgang Völz (als Stimme des blauen Klabauters und als Steuermann des Kreuzfahrtschiffes) mit. Die Regie führten Alfred Deutsch und Horst Schier, da Ulrich König das Drehbuch nicht gefiel. Die Animationen entstanden in Budapest unter Regie von János Uzsák.

### 1995–2007: Fernsehsendung „Pumuckl TV“
1995 startete in der ARD die Fernsehsendung Pumuckl TV, in der alte Pumuckl-Folgen und andere Serien gezeigt wurden. Die Rahmenhandlung wurde unter anderen von Eva Habermann und Denise Zich moderiert. Hans Clarin (die Stimme des Pumuckl) spielte in dieser Serie den Bösewicht Silvio Kirsch. Benedikt Weber spielte von 1995 bis 2003 den „Außenreporter Beni“, ab 2003 den bösen Zauberer Magerix.

### 1999: Fernsehserie „Pumuckls Abenteuer“
Unter dem Titel Pumuckls Abenteuer wurde 1999 eine weitere Serie produziert, die an den Kinofilm Pumuckl und der blaue Klabauter anknüpft und von seinen Erlebnissen auf einem Schiff handelt. Pumuckls neuer „Meister“ ist hier der Schiffskoch Odessi, gespielt von Towje Kleiner. Die Serie wurde nach 13 Episoden eingestellt.
Die Animationen entstanden in Budapest unter Regie von János Uzsák.

### 2000: Musical „Meister Eder und sein Pumuckl“
Am 21. Oktober 2000 fand die Uraufführung des Pumuckl-Musicals Meister Eder und sein Pumuckl in München statt. Eine Tournee mit insgesamt über 250.000 Zuschauern folgte.

### 2003: Spielfilm „Pumuckl und sein Zirkusabenteuer“
Von 1999 bis 2003 entstand der Kinofilm Pumuckl und sein Zirkusabenteuer. Auch diesmal verzichtete man auf eine Neubesetzung des Meister Eder: Nachdem Pumuckl von der Schiffsreise aus „Pumuckls Abenteuer“ zurückgekehrt ist, muss er feststellen, dass der Schreinermeister in der Zwischenzeit verstorben ist. Dafür trifft Pumuckl auf dessen Verwandten, den Restauratormeister Ferdinand Eder, gespielt vom ehemaligen Sprecher Pumuckls Hans Clarin. Dessen frühere Aufgabe wurde im Film von Kai Taschner übernommen, weil Clarin aus gesundheitlichen Gründen nach über 40 Jahren die stark stimmbänderbelastende (etwa zwei Oktaven höhere und leicht krächzende) Pumuckl-Stimme nicht mehr sprechen konnte. Auffallend ist im Film auch, dass Pumuckl immer erst in letzter Sekunde unsichtbar wird und nicht – wie früher – fast eine Minute vorher. Weitere Darsteller in dem Film sind unter anderem Christine Neubauer, Sunnyi Melles, Nikolaus Paryla, Erni Singerl, Patrick Lindner und Karl-Heinz Wildmoser.
Die Animationen entstanden in Polen. Verantwortlich waren Krzysztof Kijak und Marek Burda.

### 2008: Pumuckl-Hörbücher
Seit 2008 werden die klassischen Pumuckl-Geschichten als Hörbücher, gelesen von Stefan Kaminski, verlegt. Im Titel Pumuckl – Sommergeschichten wurde erstmals auch eine neue Geschichte (Der Ferienhund) von Autorin Uli Leistenschneider vertont.

### 2018: Musical „Pumuckl“
Am 19. April 2018 fand die Uraufführung des Musicals Pumuckl von Franz Wittenbrink und Anne X. Weber nach Ellis Kaut im Münchner Gärtnerplatz-Theater statt. Premierenbesetzung war u. a. Benjamin Oeser als Pumuckl und Ferdinand Dörfler als Meister Eder.

### 2023: Fernsehserie „Neue Geschichten vom Pumuckl“
Fernsehserie, die an Meister Eder und sein Pumuckl anknüpft. Dreißig Jahre nach dem Tod von Schreinermeister Franz Eder übernimmt dessen Neffe Florian Eder die Werkstatt und trifft dort auf den Pumuckl.

## Merchandising
Seit der Fernsehserie von Ulrich König wird die Pumucklfigur auch losgelöst von ihrem ursprünglichen Umfeld vermarktet: Ein frühes Beispiel sind Fahrräder mit Pumuckl-Motiv des Herstellers Enik. Es gab oder gibt nicht nur Tassen, T-Shirts oder Schulranzen, sondern auch Speiseeis, Getränke und sogar Käse.

## Kontroversen
Die Zeichentrickfigur war und ist Gegenstand diverser Gerichtsverfahren. Zwar hat Ellis Kaut die Pumuckl-Geschichten erfunden, sein Aussehen stammt aber von der Zeichnerin Barbara von Johnson, die den Pumuckl 1963 bei einem Wettbewerb entworfen und später im Auftrag von Ellis Kaut gezeichnet hat. Mit der Produktion des ersten Filmes wurde ihre Pumuckl-Figur durch eine von der Pannonia-Film in Budapest gestaltete ersetzt. Das Oberlandesgericht München entschied im September 2003, dass Barbara von Johnson auch an der Figur des Pumuckl in seinem heutigen Erscheinungsbild ein Urheberrecht zustehe. 2007 wurde Barbara von Johnson rückwirkend eine Vergütung für die gezeichneten Auftritte des Pumuckls zugesprochen. Infolge der Entscheidung wird sie nun namentlich im Vorspann der Serie erwähnt.
Auch in einem weiteren Rechtsstreit, ob Barbara von Johnson einen Malwettbewerb unterstützen darf, bei dem Kinder eine Freundin für Pumuckl zeichnen sollten, oder ob dieses nicht das Urheberpersönlichkeitsrecht von Ellis Kaut an der literarischen Figur Pumuckl verletze, urteilte das Landgericht München zugunsten von Barbara von Johnson. Weitere Rechtsstreite zwischen den beiden Pumuckl-Müttern waren in Folge vor dem Landgericht München anhängig. Die Unstimmigkeiten wurden im Jahr 2012 so weit ausgeräumt, dass der Öffentlichkeit die Versöhnung der Pumuckl-Mütter mitgeteilt wurde.
Dass die Folgen der zweiten Fernsehstaffel lange nicht auf DVD erschienen, sei laut dem Regisseur Ulrich König durch Gustl Bayrhammer aus privaten Gründen verursacht. Nachdem 2012 die Verträge zwischen Infafilm und BR/ARD ausgelaufen waren, durfte die Serie überdies auch nicht mehr im Fernsehen gezeigt werden. Erst nachdem im März 2019 sämtliche Episoden restauriert und in HD neu abgetastet auf Amazon Prime erschienen, ist die Serie seit November 2019 auch komplett auf DVD und Blu-ray erhältlich. Im März 2020 begann der Bayerische Rundfunk mit der erneuten Ausstrahlung.
Kurz vor dem Erscheinungstermin der 50. Jubiläumsausgabe des ersten Pumuckl-Buchs am 11. September 2015 drohte erneut ein Streit auszubrechen. Die Figur des Protagonisten sollte in der Neuauflage in veränderter Gestalt auftauchen – ohne seinen charakteristischen kleinen Bauch. Mit dem Hashtag „#bringbackbäuchlein“ gab es eine Protestaktion auf Twitter. Auf Druck der Fans blieb es bei nur einer Auflage mit einem dünnen Pumuckl. Spätere Veröffentlichungen richten sich wieder nach der traditionellen Vorlage.

## Rezeption
- Pumuckl-Museum in Uthlede

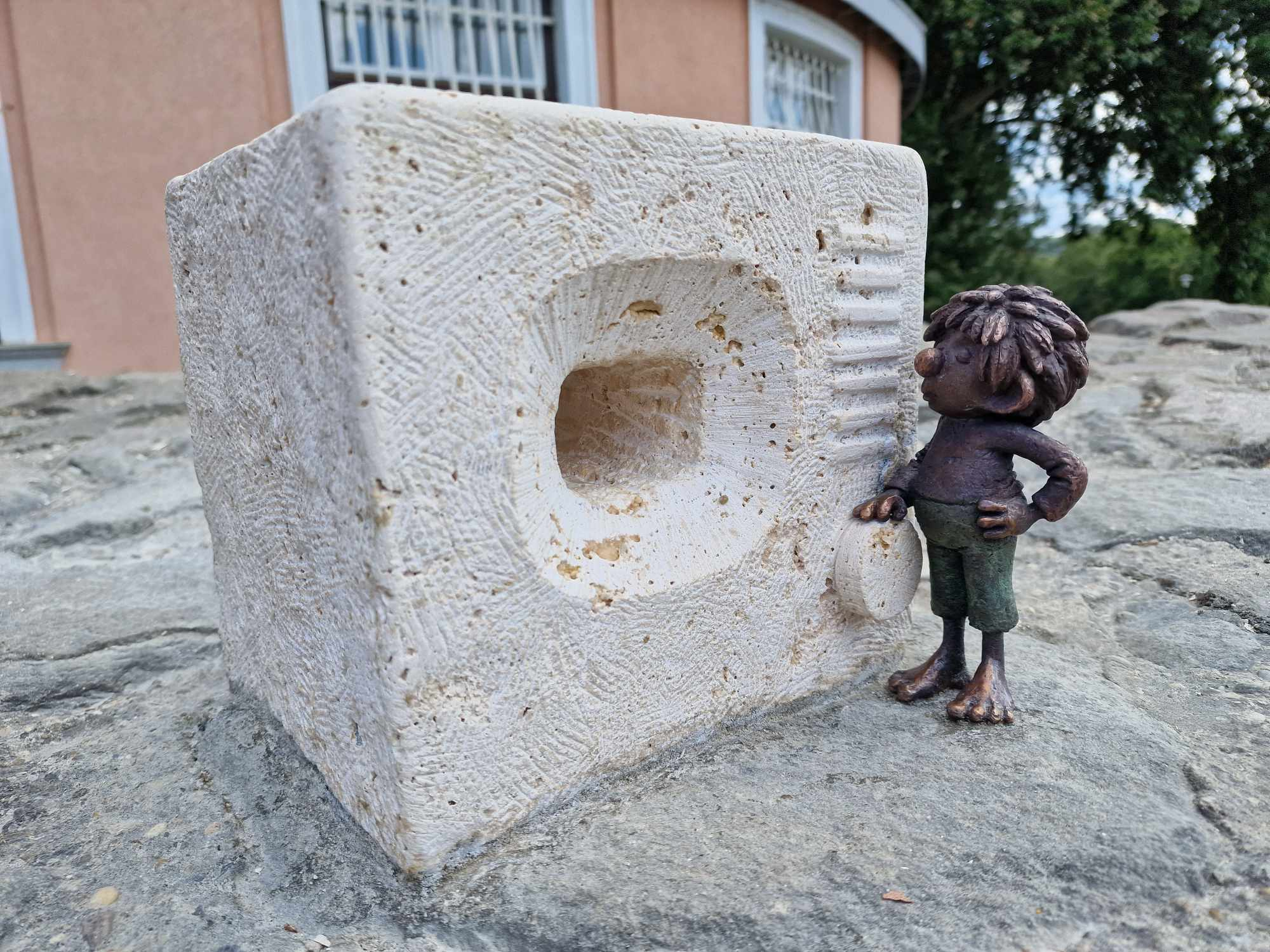
Pumuckl-Skulptur in Esztergom

- Pumucklbrunnen von Claus Nageler im Münchner Luitpoldpark (1985).[55]
- Bronzeskulpturen von Pumuckl und Meister Eder am Münchner Flughafen (2019). Künstler ist Harry Seeholzer.[56]
- Gedenktafel mit Gustl Bayrhammer als Meister Eder und Pumuckl am Haus Widenmayerstraße 2 in München.[57]
- Bronzestatuette von Mihály Kolodko in Esztergom. Die Pumucklfigur auf der Steinmauer des Szent Erzsébet Gimnázium (engl.: Saint Elisabeth School) betrachtet einen steinernen Fernseher. Sie wurde 2024 von Bürgermeister Ádám Hernádi in Anwesenheit des Künstlers und Kornél Pusztaszeris, der ungarischen Stimme Pumuckls, eingeweiht.[58][59]

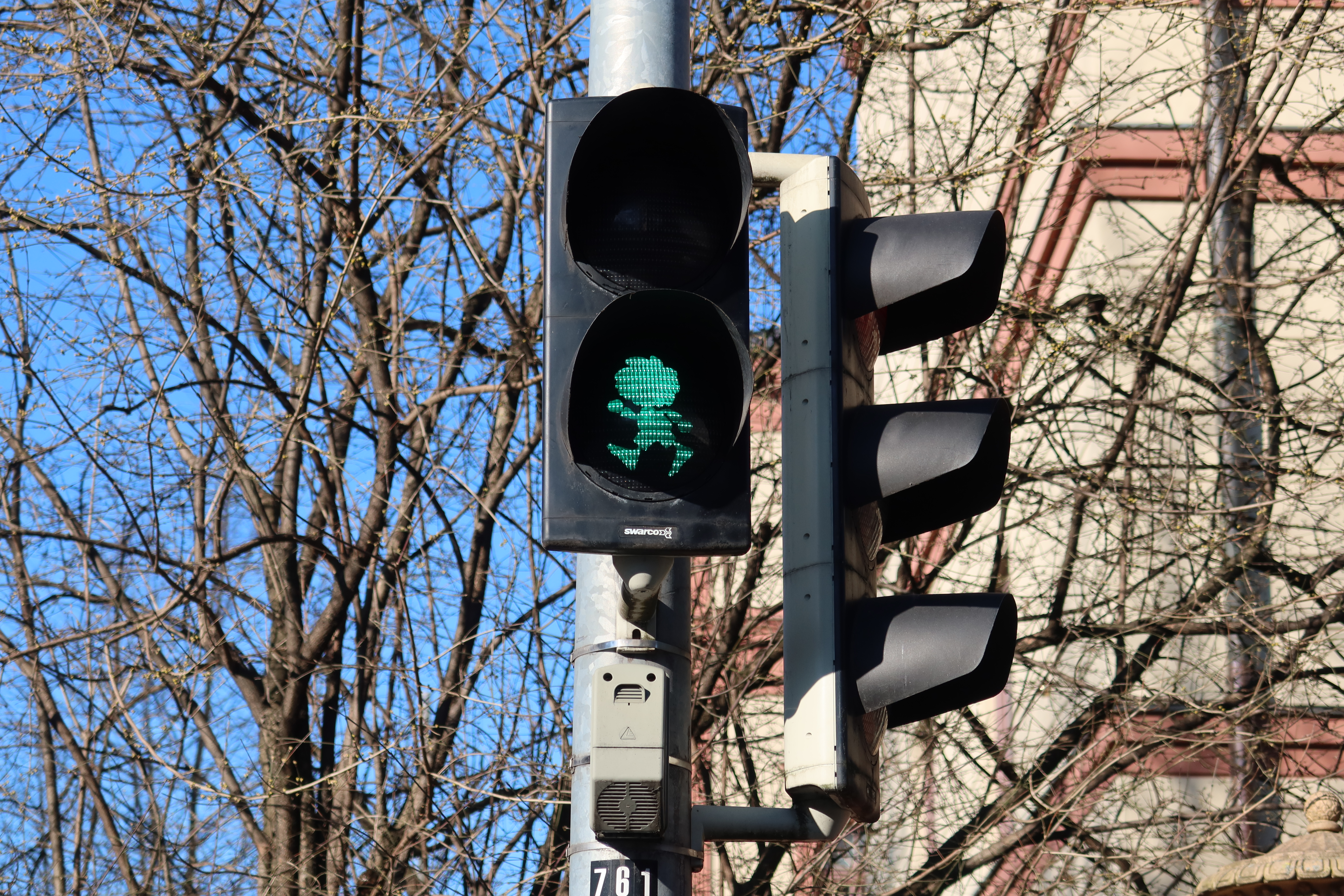
Ampel an der Sternstraße in München

- Fußgängerampeln mit roten und grünen Pumuckl-Piktogrammen im Münchner Stadtteil Lehel.[60]

### Philatelistisches
- Am 10. Juni 1998 gab das deutsche Bundesministerium der Finanzen in der Serie Für die Jugend eine Briefmarke mit Pumucklmotiv im Ausgabewert von 220 + 80 Pfennig heraus: Die Figur springt vor weißem Hintergrund, umgeben von bunten Farbklecksen, auf den Betrachter zu. Rechts oben auf der quadratischen Marke befindet sich die Wertangabe, links oben der Name Pumuckl, am linken Rand mittig (gedreht 90° rechts): Deutschland, in der linken unteren Ecke klein die Jahreszahl 1998 und rechts unten Für die Jugend. Gestalterin dieser Marke mit einer Pumucklfigur nach Brian Bagnall ist Erna de Vries.[61]
- Am 1. September 2022 gab das Bundesministerium der Finanzen in der Serie Helden der Kindheit eine Briefmarke mit einer Szene aus der TV-Episode Das Segelboot (1988) heraus: Pumuckl sitzt quer auf seinem Holzpferd und hört Meister Eder zu.[Anm. 5] Links oben, außerhalb der Abbildung befindet sich die Wertangabe 85 (Eurocent), schräg darunter im Bild der Name Pumuckl und rechts unten Deutschland. Der Umriss des Bildes ist unregelmäßig und einem groben Pinselstrich nachempfunden. Der Umriss Pumuckls ist teilweise freigestellt und ragt in den Weißraum hinein. Der verbleibende schmale Raum rechts daneben wird größtenteils von einem Matrixcode eingenommen, darunter in der rechten unteren Ecke stehen die Jahreszahl 2022, ein Trenner und das Eurozeichen. Der Entwurf der Marke mit einer Figur von Béla Ternovszky nach Barbara von Johnson stammt von der Grafikerin Jennifer Dengler aus Bonn.[62]